# Самердейл (Нью-Джерсі)
Самердейл (англ. Somerdale) — місто (англ. borough) в США, в окрузі Кемден штату Нью-Джерсі. Населення — 5566 осіб (2020).

## Географія
Самердейл розташований за координатами 39°50′43″ пн. ш. 75°1′18″ зх. д. / 39.84528° пн. ш. 75.02167° зх. д. (39.845391, -75.021701).  За даними Бюро перепису населення США в 2010 році місто мало площу 3,59 км², уся площа — суходіл.

## Демографія
Згідно з переписом 2010 року, у селищі мешкала 5151 особа в 2026 домогосподарствах у складі 1345 родин. Було 2158 помешкань
Расовий склад населення:
| - 68,2 % — білих - 19,0 % — чорних або афроамериканців - 6,0 % — азіатів - 0,1 % — корінних американців - 3,1 % — осіб інших рас |

До двох чи більше рас належало 3,6 %. Частка іспаномовних становила 8,2 % від усіх жителів.
За віковим діапазоном населення розподілялося таким чином: 20,6 % — особи молодші 18 років, 64,1 % — особи у віці 18—64 років, 15,3 % — особи у віці 65 років та старші. Медіана віку мешканця становила 41,1 року. На 100 осіб жіночої статі у селищі припадало 97,5 чоловіків;  на 100 жінок у віці від 18 років та старших — 96,4 чоловіків також старших 18 років.
Середній дохід на одне домашнє господарство  становив 64 827 доларів США (медіана — 51 633), а середній дохід на одну сім'ю — 74 714 долари (медіана — 63 182). Медіана доходів становила 47 083 долари для чоловіків та 41 960 доларів для жінок. За межею бідності перебувало 10,3 % осіб, у тому числі 5,1 % дітей у віці до 18 років та 6,5 % осіб у віці 65 років та старших.
Цивільне працевлаштоване населення становило 2825 осіб. Основні галузі зайнятості: освіта, охорона здоров'я та соціальна допомога — 24,8 %, роздрібна торгівля — 11,7 %, мистецтво, розваги та відпочинок — 11,4 %.